# سيسنا سيتايشن إكسيل
سيسنا سيتايشن إكسيل (560إكس إل) (بالإنجليزية: Cessna Citation Excel)، هي سلسلة من الطائرات الأمريكية النفاثة، متعددة الأدوار، تستخدم كطائرات رجال الأعمال وطائرات نقل عسكرية. أنتجت في 1996 بالولايات المتحدة. من صناعة سيسنا. كان أول طيران لها في 29 فبراير 1996. صنع منها 575 طائرة. ويعرف الطراز الذي يستخدم من قبل القوات الجوية الأمريكية بالتسمية (Citation XLS).

## أحداث وحوادث
- 1 مارس 2012: حادث تحطم طائرة سيسنا سيتايشن إكس 2012.
- 13 أغسطس 2014: تحطمت طائرة من طراز سيسنا سيتايشن 560 إكس إل أس+ التابعة لشركة أيه أف أنداردي تام للمساهمة المحدودة الرحلة 8220 التي كانت تقل إدواردو كامبوس المرشح الرئاسي عن الحزب الاشتراكي البرازيلي. قتل جميع من كان على متن الطائرة في الحادثة التي وقعت الساعة 10:00 صباحاً في التوقيت المحلي (UTC−03:00) عندما حاولت الطائرة الهبوط في قاعدة سانتوس الجوية بالقرب من بلدية سانتوس في ساو باولو بسبب سوء الأحوال الجوية.وقائد الطائرة ومساعد الطيار وصحفي ومصور ورجلان في حملة إدواردو كامبوس الانتخابية هم القتلى الذين كانوا على متن الطائرة ومن كانوا على متن الطائرة المنكوبة هم:

| الضحية                         | وصف                                      |
| ------------------------------ | ---------------------------------------- |
| إدواردو كامبوس                 | سياسي برازيلي                            |
| بيدرو ألميدا فالاداريس نيتو    | المستشار في حملة كامبوس الانتخابية       |
| كارلوس أغوستو راموس ليل فيلهو  | المسؤول الصحفي في حملة كامبوس الانتخابية |
| أليكساندر نورث غوميز ايه سيلفا | مصور                                     |
| مارسيلو دي اوليفيرا ليرا       | عضو لجنة الإنتخابات البرازيلية الرسمية   |
| ماركوس مارتينز                 | قائد الطائرة                             |
| جيرالدو دا كونا                | مساعد الطيار                             |